# Hidraulični bager
Hidraulični bageri kašikari ili ekskavatori su samohodne mašine namenjene za otkopavanje, prenos odnosno transport na relativno kratko rastojanje i utovar otkopanih masa u sredstva transporta, kao i prenos masa na veća rastojanja i i istovar ili odlaganje. Hidraulični bageri se još nazivaju i bageri sa čvrstim ovesom radnog organa, za razliku od užadnih bagera.

## Istorijat i razvoj
Kašikari se na svetskom tržištu javljaju u relativno novije vreme. Poslednjih tridesetak godina paralelno sa usavršavanjem bagera sa mehaničkim i električnim prenosom snage od pogonskog motora do izvršnih organa, usavršili su se i bageri sa hidrauličnim prenosom snage. Razvili su se iz manjih jedinica hidrauličnih bagera sa obrnutom kašikom, prvi hidraulični bageri izrađivani su sa zapreminom kašike do 1.25m³ i pritiskom u hidrosistemu do 70 bar-a. Uvođenjem jačih pogonskih agregata i savlađivanjem tehnike visokih pritisaka omogućena je proizvodnja sve većih bagera, savremeni hidraulični bageri izrađuju se sa zapreminom kašike i preko 40m³ i pritiscima do 450 bar-a, sa daljom tendencijom porasta.
Poslednjih godina ovi bageri dobijaju sve veću primenu i to kao pomoćne mašine na velikim površinskim kopovima sa kontinuiranim dejstvom i kao osnovne mašine na manjim površinskim kopovima. Na površinskim kopovima sa kontinuiranim radnim procesom hidraulični bageri se koriste za izradu i održavanje kanala za odvodnjavanje, otkopavanje i utovar materijala, za čišćenje terena, otkopavanje rupa za ankere, stubove i dr., rušenje objekata, vađenje panjeva.
Hidraulični bageri kašikari sa obrnutom kašikom predviđeni su za dubinski rad.
Razvoj bagera sa jednim radnim elementom:
- Prvi bager - 1836
- Električni pogon – 1903
- Potpuno okretni bager – 1910
- Motor sa unutrašnjim sagorevanjem – 1914
- Hidraulični bager - 1940

## Konstrukcija i delovi
Konstruktivno-kinematička šema radnog organa hidrauličnog bagera sa obrnutom kašikom obezbeđuje čvrst prenos sila pri bilo kakvom kretanju kašike, što je stvorilo posebne uslove za rad kašike — tačnost i mogućnost promene brzine i smera kretanja, koji su nedostižni kod užadnih sistema. Glavna posebnost je mogućnost neposrednog dejstva pogona na izvršne organe bagera bez primene složenih mehaničkih i drugih transmisija.
Osnovni delovi hidrauličnog bagera su:
- transportni mehanizam (gusenice, nosač gusenica)
- obrtna platforma
- mašinsko postrojenje
- gornji obrtni deo
- kabina
- strela
- ručka (ili ručke)
- kašika

Obrtna platforma predstavlja osnovnu metalnu konstrukciju bagera, na koju su postavljeni radni uređaj, hidraulični pogon, kabina sa sistemom za upravljanje i mehanizam obrtanja. Osnovni cilj razmeštaja uređaja na obrtnoj platformi je ostvarivanje najboljeg statičkog momenta, kojim se sprečava prevrtanje bagera. Radi toga, na obrtnoj platformi se postavlja protivteg.
Uređaj za transport se sastoji iz rama, guseničnog ill uređaja za kretanje sa pneumaticima i mehanizma za njihov pogon i kočenje. Gusenična kolica imaju nezavisan pogon pomoću individualnih hidrauličnih motora putem sistema mehaničkih prenosa, čime se obezbeđuje sinhrono i separatno kretanje gusenica.
Radni uređaj sa obrnutom (dubinskom) kašikom predstavlja jednu od osnovnih vrsta radnog uređaja kod hidrauličnih bagera, s obzirom da je primena obrnute kašike dosta česta. Dužina poluga i njihova pozicija se biraju tako da bi se obezbedio maksimalni ugao obrtanja kašike od 175-180°. Hod poluga, dimenzije i kapacitet hidrauličnih elemenata usklađuje se sa dužinom elemenata ciklusa.
Kašike ove vrste bagera mogu biti normalne ili veće zapremine, različite širine. Kašike koje imaju veću širinu, ojačavaju se pojasevima iz profilisanog čelika po gornjoj ivici. Sa prednje donje strane je oštrica, koja se kod kašika, namenjenih za rad u čvrstim stenama, često izrađuje livena sa urezima, odnosno žljebovima za postavljanje zuba u obliku naglavaka. Ojačavaju se i mesta spajanja kašike za ručku i njene poluge ka kašici. Kašike za čvrste stene imaju visok štitnik, čiji je srednji deo izbočen ka vrhu, da bi se umanjila verovatnoća ekscentričnog opterećenja na krajnje zube. Kašike predviđene za izradu kanala opremaju se bočnim rezačima.

## Klasifikacija hidrauličnih bagera
- vrsti transportnog uređaja (gusenični ili pneumatici),
- stepenu okretanja platforme (neokretne, delimično okretne i potpuno okretne 360°),
- vrsti pogonskog motora (sa SUS motorom, sa elektromotorom),
- zapremina kašike (sa malom, srednjom i velikom zapreminom),
- visina pritiska hidrosistema (sa niskim pritiskom do 100 bar-a, sa srednjim pritiskom 100-300 bar-a, i sa visokim pritiskom preko 300 bar-a)

## Poznati proizvođači hidrauličnih bagera

### U Srbiji
14. Oktobar – Kruševac

### U svetu
- Komatsu, Japan
- Mann Demag, Nemačka
- Orenstein & Koppel, Nemačka
- Caterpillar, SAD
- Liebherr, Nemačka
- Hitachi, Japan
- Volvo, Švedska
- Poclain, SAD

## Fotografije
- Caterpillar M318C
- Komatsu PC138
- Volvo
- Liebherr
- Caterpillar 330B

## Spoljašnje veze
- 14. Oktobar – Kruševac
- Caterpillar Inc.
- Komatsu
- Liebherr